# کشتی سفید (فیلم ۱۹۷۶)
کشتی سفید (قرقیزی: Ак кеме) یک فیلم درام و محصول کشور اتحاد جماهیر شوروی به کارگردانی بولوتبک شمشیف است که در سال ۱۹۷۶ منتشر شد. این فیلم در بیست و ششمین جشنواره بین المللی فیلم برلین شرکت کرد.